# Фармаковский, Владимир Игнатьевич
Влади́мир Игна́тьевич Фармако́вский (1842, Вятка — 2 июля 1922, Петроград) — российский педагог.

## Биография
Родился в 1842 году в семье потомственного священника Игнатия Фёдоровича Фармаковского (1813—1873), который окончил Санкт-Петербургскую духовную академию, был протоиереем, редактором издания «Вятские епархиальные ведомости», автором работ по истории религии. Мать, Людмила Азарьевна (при рождении Шиллегодская).
В 1865 году, как и отец, окончил Санкт-Петербургскую духовную академию и стал учителем истории и русской словесности в Вятской женской гимназии и Вятской духовной семинарии. В 1869—1877 годах был мировым судьёй.
В 1877—1881 годах по приглашению И. Н. Ульянова был инспектором народных училищ в Симбирской губернии. У них сложились хорошие взаимоотношения, основывавшиеся на общности нравственных принципов, близости взглядов в вопросах политической жизни и системы образования.
В 1881—1885 годах был директором народных училищ Оренбургской губернии, в 1885—1895 годах — Херсонской губернии, в 1895—1896 годах — Псковской губернии. С 28 декабря 1890 года — действительный статский советник.
С мая 1896 года служил в Департаменте начального обучения Министерства народного просвещения. В 1904 году был уволен в отставку.
Умер в Петрограде 2 июля 1922 года.

## Педагогическая деятельность
Внёс значительный вклад в изучение проблем трудового обучения и воспитания школьников. Считал, что школа даёт теоретические и не даёт практические знания. Предлагал ввести в школьную программу ремесленные, садово-огородные и кулинарные работы по системе К. Ю Цируля, экскурсии на предприятия. Одним из первых российских педагогов обратил внимание на игровой метод обучения, обращаясь к опыту Г. Кершенштейнера.
В 1903 году разработал проект о введении всеобщего начального обучения в Российской империи, который был подвергнут критике представителями земств и просветительских обществ, в частности, Н. В. Чеховым.
Педагогические взгляды и труды В. И. Фармаковского, проникнутые стремлением к обновлению школьной практики, широко распространялись после Октябрьской революции 1917 года, с введением единой трудовой школы.

## Награды
российские
- орден Св. Анны 2-й ст. (1887)
- орден Св. Владимира 3-й ст. (1896)
- орден Св. Станислава 1-й ст. (1899)

иностранные
- греческий орден Спасителя, офицерский крест (1890)

## Семья
Был женат. Его дети:
- Борис (1870—1928), историк, член-корреспондент Императорской Санкт-Петербургской академии наук (впоследствии РАН, АН СССР).
- Виктория (1870-е), в замужестве Нейгебауэр, учитель.
- Мстислав (1873—1946), археолог, искусствовед, художник.
- Маргарита (1871—1936) — в замужестве Давыдова, учитель
- Владимир (1880—1954), инженер-механик.